# Acte manqué
Un acte manqué (Fehlleistung) est, en psychanalyse et depuis Freud, le résultat d'un acte qui a manqué un objectif consciemment visé et qui traduit par là l'expression d’un désir inconscient.

## Définition
L'acte manqué constitue une formation symptomatique, un compromis, « signifiant une demi-réussite et un demi-échec » apparaissant comme un raté et révélateur d'un conflit inconscient. Il peut satisfaire directement un désir sous-jacent. La notion a été proposée par Freud en 1901 dans son essai intitulé Psychopathologie de la vie quotidienne, puis exposée dans ses Conférences ou Leçons d'introduction à la psychanalyse.
La notion générique Fehlleistung, traduite en français par « acte manqué », regroupe tous les ratés, actes de parole, de lecture, d'oubli, etc. Ces phénomènes, en allemand, sont associés à des mots comportant le préfixe ver qui, ajouté à un acte, marque qu'il a "manqué son but", son objectif: versprechen (lapsus linguae), verlesen (lapsus de lecture), vergriffen (geste erroné), vergessen (oublier), verlieren (perdre).
Selon les conceptions de la psychanalyse, l'acte manqué s'avère être un acte réussi aux yeux de l'Inconscient, même s'il est perçu de façon inverse par la conscience du Sujet. Il s'agit en fait de la réalisation d'un désir inconscient. Le sujet croit échouer, mais éprouve une satisfaction pulsionnelle inconsciente. L'acte manqué s'inscrit comme un compromis entre le désir conscient et le désir inconscient.[réf. nécessaire]

## Intérêt épistémologique et clinique
La notion d'acte manqué est d'une importance capitale pour l'élaboration de la psychanalyse, la banalité et normalité de ces phénomènes lui conférant une « haute valeur théorique » car ils sont la meilleure preuve de l'existence de l'inconscient et du refoulement. Les actes manqués, disparates et sans lien jusque-là, à la suite de l'intuition de Freud, prennent un sens et ce sont des « actes psychiques » qui réalisent un désir inconscient à l'insu du sujet. L'acte manqué présente également un intérêt important dans la cure analytique.